# ブラゴヤ・ミレヴスキ
ブラゴヤ・ミレフスキ（マケドニア語: Благоја Милевски、1971年3月25日 - ）は、マケドニア共和国の元サッカー選手、現サッカー指導者。元マケドニア共和国代表。選手時代のポジションはDF。

## クラブ歴
レッドスター・ベオグラードで選手になった後、イラクリス・テッサロニキFC、AOトリカラ、NKマリボル、FKポベダ・プリレプ、パニリアコスAO、FKマケドニヤ・ジョルチェ・ペトロフ、FCアシュドッド、FKセメンタルニカ55、FKバルダールに所属した。

## 代表歴
1998年にマケドニア共和国代表として1試合に出場した。

## 監督歴
選手引退後、2011年から2012年にかけてバルダールのアシスタントコーチを務めた。その後はバルダールの監督を務め、マケドニアサッカー連盟の最優秀監督に選ばれた。
2014年9月18日にU-21サッカーマケドニア共和国代表監督に就任し、2018年5月11日にイスラエル・プレミアリーグのアシュドッドの監督に就任した。